# 福岡市立堤小学校
福岡市立堤小学校（ふくおかしりつ つつみしょうがっこう）は、福岡県福岡市城南区樋井川六丁目にある公立小学校。

## 校勢
2024年11月18日現在
- 学級数 - 単式学級18学級、特別支援学級3学級
- 児童数 - 573人

## 沿革
- 1970年 - 福岡市立長住小学校から分離し開校
- 1977年 - 福岡市立南片江小学校を分離
- 1982年 - 福岡市立堤丘小学校を分離

## 通学区域
城南区の以下の地区。
- 樋井川4丁目-7丁目
- 東油山1丁目,4丁目-6丁目
- 大字東油山
- 宝台団地
- 堤2丁目3番-12番

城南区南東部の一帯。校区内の住居表示実施区域のうち、校区北部は樋井川の西側の平地、校区中央部は油山北麓の傾斜地で、いずれも住宅地が多い。住居表示未実施の大字東油山は城南区南東端部の油山の山間部である。最寄りバス停は西鉄バス「堤二丁目」「横内」「長尾病院前」の各バス停。
中学校は長尾中学校校区。

### 校区が隣接する小学校
- 福岡市立堤丘小学校
- 福岡市立西長住小学校
- 福岡市立西花畑小学校
- 福岡市立南片江小学校

### 校区内の主な施設
- 福岡市立長尾中学校
- 市営長尾住宅
- 宝台団地
- 油山幼稚園
- 福岡市立博多工業高等学校
- スポーツプラザカメリア80
- 油山グリーンランドゴルフ場
- 夫婦石浄水場
- 油山観光道路（福岡県道557号東油山唐人線）
- 福岡県道49号大野城二丈線
- 福岡高速環状線 堤出入口
- 福岡外環状道路